# Georges de Robillard de Beaurepaire
Georges de Robillard de Beaurepaire, né le 12 mars 1863 à Rouen, où il est mort le 1er novembre 1941, est un avocat français.

## Biographie
Fils de Blanche Le Taillandier et de Charles de Robillard de Beaurepaire, archiviste de la Seine-Inférieure, Beaurepaire devient avocat à la Cour d’appel de Rouen en 1888 et docteur en droit de la Faculté de Caen en 1890.
Il occupa pendant un demi-siècle une place importante dans la Compagnie des Avocats qui l’appela deux fois aux honneurs. S’occupant d’histoire et d’archéologie, il entra à l’Académie de Rouen dès 1900, et en devint président en 1909. En 1913, il participa à la fondation de l’École libre de droit de Rouen, dont il fut le premier directeur. Il est également président des Amis des monuments rouennais de 1914 à 1920. Il est aussi membre de la Société des antiquaires de Normandie et, à partir de 1920, membre de la Société libre d'émulation du commerce et de l'industrie de la Seine-Inférieure.
Il était l’ainé de la fratrie, ces deux frères étant Charles (1865-1948) et Joseph (1870-1948). Il avait épousé, le 7 avril 1891 à Elbeuf, Élisabeth Flavigny (1869-1926) dont il eut au moins deux enfants.
Ses obsèques sont célébrées dans l'église Saint-Godard de Rouen et il est inhumé au cimetière de Bonsecours.